# Bahnhof Zürich Tiefenbrunnen

Der Bahnhof Zürich Tiefenbrunnen liegt an der 1894 durch die Schweizerische Nordostbahn eröffneten Rechtsufrigen Zürichseebahn im Quartier Seefeld der Stadt Zürich. Während der Bauzeit hiess dieser Bahnhof noch Riesbach, im Zusammenhang mit der 1. Stadterweiterung 1893 erfolgte die Umbenennung in Bahnhof Zürich Tiefenbrunnen.

## Bahnhofgebäude
Beim ab 1892 erbauten Bahnhofgebäude handelt es sich um normiertes NOB-Stationsgebäude der Klasse 3. Der ebenfalls ab 1892 erbaute hölzerne Güterschuppen entsprach einem der NOB-Klassifizierung Typ 1. Der Güterschuppen wurde abgebrochen. Der für beide Bauten verantwortliche Architekt war Gustav Wülfke. Das Bahnhofgebäude an der Bellerivestrasse 251 steht als kommunal schützenswertes Bauwerk unter Denkmalschutz (C-Objekt).

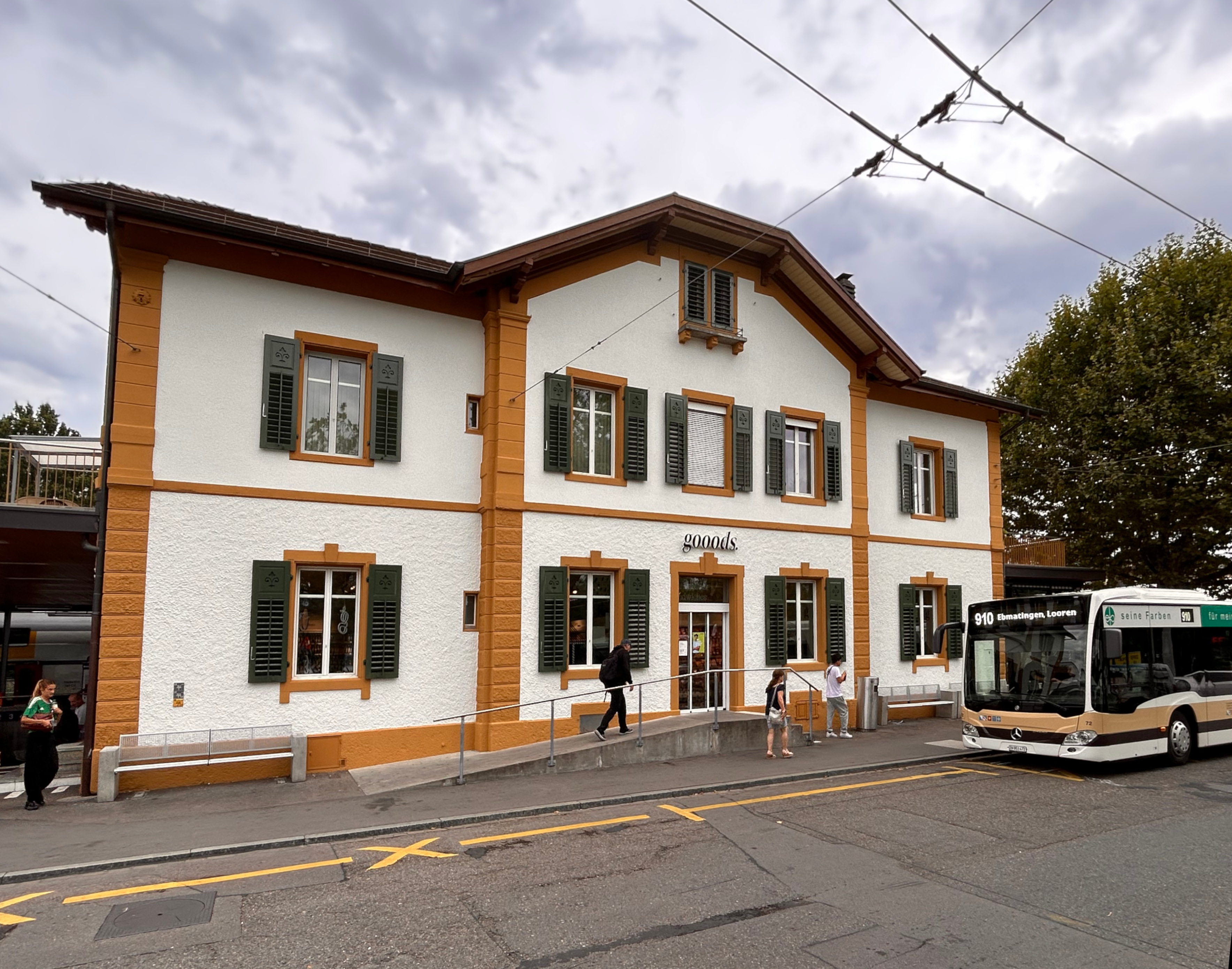
Stationsgebäude 2023
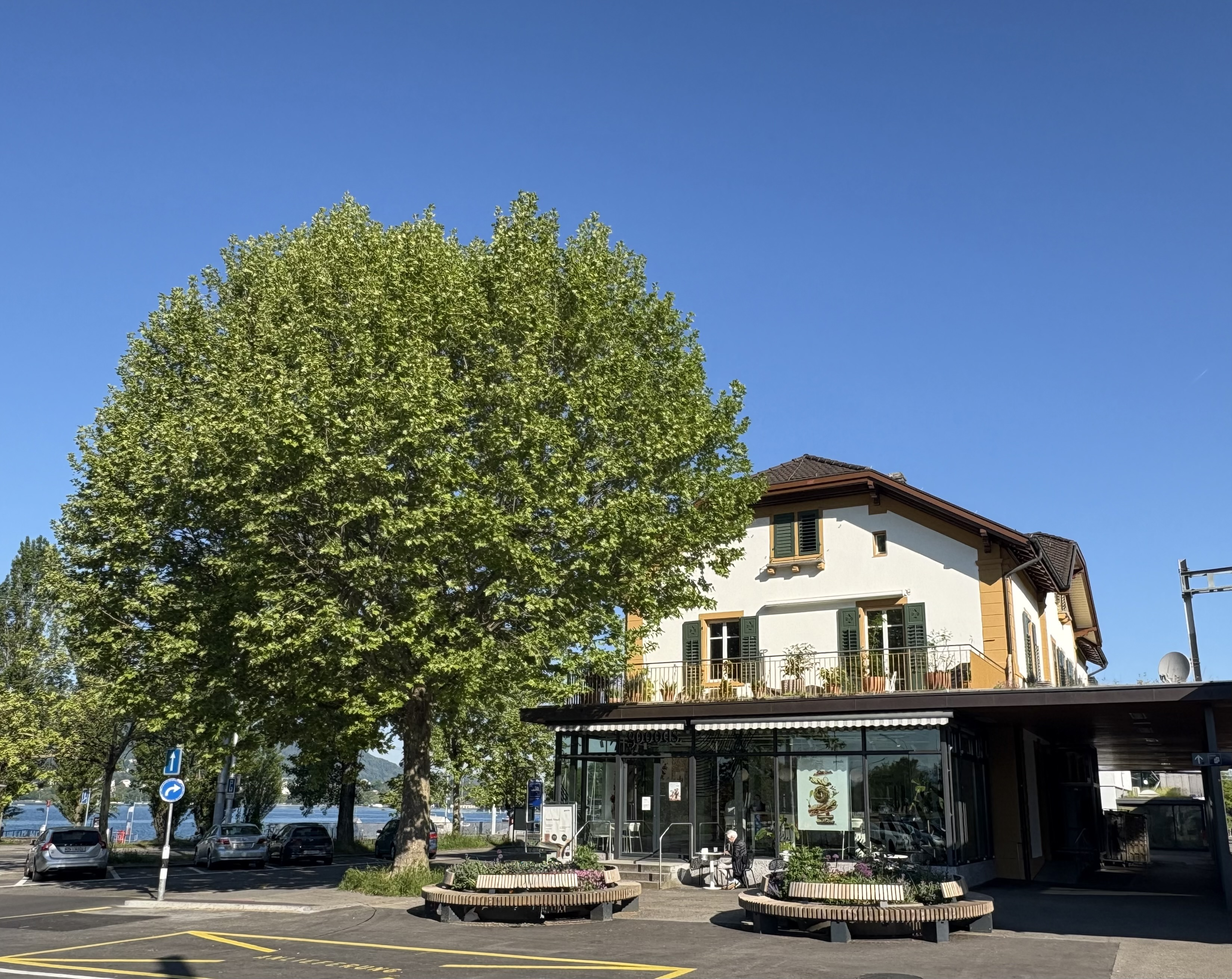
Südseite 2025

## Verkehr
Seit Einführung der S-Bahn Zürich wird der Bahnhof Zürich Tiefenbrunnen ausschliesslich von S-Bahn-Zügen bedient.
- S 6 Baden – Regensdorf-Watt – Zürich HB – Uetikon
- S 16 Zürich Flughafen – Zürich HB – Herrliberg-Feldmeilen (– Meilen)

Beide Linien bedienen den Bahnhof grundsätzlich täglich und ganztägig im Halbstundentakt (mit ändernden Endpunkten), wobei die S 6  abends ab etwa 21:00 Uhr in Tiefenbrunnen endet. Die S 7  und S 20 verkehren zwischen Stadelhofen und Meilen respektive Küsnacht ZH beschleunigt, das heisst, sie halten nicht an diesem Bahnhof.
- SN7 Bassersdorf – Kloten – Zürich HB – Meilen – Stäfa  (ZVV-Nachtnetz)

Der Bahnhof ist noch für den Güterverkehr offen. Er wird vor allem als Umschlagplatz für Zement benutzt.